# Eckhardita
L'eckhardita és un mineral de la classe dels sulfats. Rep el nom en honor del coronel (jubilat), Eckhard D. Stuart (1939), un prolífic col·leccionista americà i micro coleccionista de Jackson, Mississipi, qui va descobrir l'espècie.

## Característiques
L'eckhardita és un sulfat de fórmula química (Ca,Pb)Cu2+Te6+O₅(H₂O). Cristal·litza en el sistema monoclínic. Els exemplars que van servir per a determinar l'espècie, el que es coneix com a material tipus, es troben conservats a les col·leccions del departament de ciències minerals del Museu d'Història Natural del Comtat de Los Angeles, a Los Angeles, Califòrnia, amb els números de catàleg: 62512 i 64011.

## Formació i jaciments
L'espècie va ser descrita gràcies a le mostres trobades en dos indrets de la muntanya Otto, al comtat de San Bernardino (Califòrnia, Estats Units): la mina Aga i el pou Bird Nest. Es tracta dels únics llocs on ha estat trobada aquesta espècie mineral, juntament amb altres indrets molt propers a la localitat tipus, dins la mateixa muntanya.